# 阿克米鎮區 (密歇根州)
阿克米鎮區（英語：Acme Township）是位於美國密歇根州大特拉弗斯縣的一個行政鎮區。

## 地方資料
阿克米鎮區的面積為65.60平方千米，當中陸地面積為65.20平方千米，而水域面積為0.40平方千米。根據2020年美國人口普查的數據，當地共有人口4456人，而人口密度為每平方千米67.93人。